# Doaschasas
Deux-Chaises és un municipi francès, situat al departament de l'Alier i a la regió d'Alvèrnia-Roine-Alps. L'any 2007 tenia 415 habitants.

## Demografia

### Població
El 2007 la població de fet de Deux-Chaises era de 415 persones. Hi havia 188 famílies de les quals 60 eren unipersonals (44 homes vivint sols i 16 dones vivint soles), 68 parelles sense fills, 44 parelles amb fills i 16 famílies monoparentals amb fills.
La població ha evolucionat segons el següent gràfic:
Habitants censats

### Habitatges
El 2007 hi havia 278 habitatges, 190 eren l'habitatge principal de la família, 67 eren segones residències i 21 estaven desocupats. 270 eren cases i 5 eren apartaments. Dels 190 habitatges principals, 129 estaven ocupats pels seus propietaris, 57 estaven llogats i ocupats pels llogaters i 4 estaven cedits a títol gratuït; 15 tenien dues cambres, 49 en tenien tres, 54 en tenien quatre i 72 en tenien cinc o més. 146 habitatges disposaven pel capbaix d'una plaça de pàrquing. A 95 habitatges hi havia un automòbil i a 77 n'hi havia dos o més.

### Piràmide de població
La piràmide de població per edats i sexe el 2009 era:
| Homes | Edats   | Dones |
| ----- | ------- | ----- |
| 0     | 95 o +  | 4     |
| 4     | 90 a 94 | 0     |
| 4     | 85 a 89 | 8     |
| 0     | 80 a 84 | 4     |
| 12    | 75 a 79 | 8     |
| 12    | 70 a 74 | 8     |
| 12    | 65 a 69 | 16    |
| 12    | 60 a 64 | 12    |
| 8     | 55 a 59 | 12    |
| 20    | 50 a 54 | 4     |
| 20    | 45 a 49 | 24    |
| 28    | 40 a 44 | 24    |
| 12    | 35 a 39 | 8     |
| 16    | 30 a 34 | 8     |
| 0     | 25 a 29 | 12    |
| 4     | 20 a 24 | 8     |
| 8     | 15 a 19 | 20    |
| 20    | 10 a 14 | 16    |
| 4     | 5 a 9   | 8     |
| 4     | 0 a 4   | 8     |

## Economia
El 2007 la població en edat de treballar era de 262 persones, 191 eren actives i 71 eren inactives. De les 191 persones actives 182 estaven ocupades (96 homes i 86 dones) i 9 estaven aturades (2 homes i 7 dones). De les 71 persones inactives 23 estaven jubilades, 16 estaven estudiant i 32 estaven classificades com a «altres inactius».

### Ingressos
El 2009 a Deux-Chaises hi havia 192 unitats fiscals que integraven 414 persones, la mediana anual d'ingressos fiscals per persona era de 15.344 €.

### Activitats econòmiques
Dels 18 establiments que hi havia el 2007, 1 era d'una empresa alimentària, 1 d'una empresa de fabricació d'altres productes industrials, 1 d'una empresa de construcció, 4 d'empreses de comerç i reparació d'automòbils, 4 d'empreses d'hostatgeria i restauració, 2 d'empreses immobiliàries, 4 d'empreses de serveis i 1 d'una empresa classificada com a «altres activitats de serveis».
Dels 3 establiments de servei als particulars que hi havia el 2009, 1 era una fusteria i 2 restaurants.
L'únic establiment comercial que hi havia el 2009 era una fleca.
L'any 2000 a Deux-Chaises hi havia 39 explotacions agrícoles que ocupaven un total de 2.964 hectàrees.

## Equipaments sanitaris i escolars
El 2009 hi havia una escola elemental integrada dins d'un grup escolar amb les comunes properes formant una escola dispersa.

## Poblacions més properes
El següent diagrama mostra les poblacions més properes.